# Slotslyngen
Slotslyngen er et område i Allinge-Sandvig Sogn på Nordbornholm. Området, der var en del af den bornholmske højlyng, hørte under Hammershus, men blev i 1744 solgt, og var privatejet frem til 1909, hvor skovvæsenet købte og fredede det. I 1967 iværksatte man et af Danmarks første forsøg på landskabspleje med får og geder for at holde tilgroningen i ave.
Som en del af Naturpakken 2016 blev der i 2018  udpeget 84 hektar skov  til ny anden biodiversitetsskov i skovene omkring  Hammersholm og Slotslyngen. Store dele af området er allerede udlagt som urørt skov eller græsningsskov, og disse bindes nu sammen med den nye udpegning.  Området er en del af Natura 2000-område nr. 184 Hammeren og Slotslyngen